# Nikołaj Artamonow (pilot)
Nikołaj Siemionowicz Artamonow (ros. Николай Семёнович Артамонов, ur. 21 maja 1920 we wsi Niechludowka obecnie w rejonie łunińskim w obwodzie penzeńskim, zm. 26 marca 1945 na południowej Słowacji) – radziecki lotnik wojskowy, Bohater Związku Radzieckiego (1944).

## Życiorys
Urodził się w rodzinie chłopskiej. Studiował w Moskiewskim Instytucie Lotniczym, od 1941 służył w Armii Czerwonej, w 1942 ukończył wojskową lotniczą szkołę pilotów we Wiaznikach, od lata 1943 uczestniczył w wojnie z Niemcami, od 1944 należał do WKP(b). Walczył na Froncie Woroneskim, Stepowym i 1 Ukraińskim, był m.in. pomocnikiem dowódcy 193 pułku lotnictwa myśliwskiego 302 Dywizji Lotnictwa Myśliwskiego 4 Korpusu Lotnictwa Myśliwskiego 2 Armii Powietrznej w stopniu starszego porucznika. Do 10 marca 1944 wykonał 165 lotów bojowych, w tym 32 zwiadowcze. W 42 walkach powietrznych strącił osobiście 18 i w grupie 8 samolotów wroga. Łącznie podczas wojny wykonał ponad 200 lotów bojowych i stoczył ponad 50 walk powietrznych, w których strącił osobiście 28 i w grupie 9 samolotów wroga. Podczas lotu szturmowego na niemiecką kolumnę został trafiony i skierował płonący samolot na skupisko pojazdów wroga. Został pochowany w mieście Štúrovo w południowej Słowacji. Jego imieniem nazwano szkołę i ulicę w miejscowości Łunino.

## Odznaczenia
- Złota Gwiazda Bohatera Związku Radzieckiego (19 sierpnia 1944)
- Order Lenina
- Order Czerwonego Sztandaru (trzykrotnie)
- Order Wojny Ojczyźnianej I klasy (dwukrotnie)